# Jasło Fabryczne
Jasło Fabryczne – przystanek kolejowy w miejscowości Jasło, w powiecie jasielskim, w województwie podkarpackim, w Polsce. Położony jest na linii Rzeszów – Jasło.
Przystanek został oddany do użytku w czerwcu 2018. 29 maja 2019 ulewne deszcze spowodowały podmycie nasypu z peronem oraz dojścia do peronu, co wymusiło wyłączenie przystanku z eksploatacji. Po remoncie został otwarty 14 czerwca 2019.

## Ruch pasażerski
| Rok  | Wymiana pasażerska na dobę |
| ---- | -------------------------- |
| 2017 | –                          |
| 2022 | 0-9                        |